# Folke Bernadottes bro

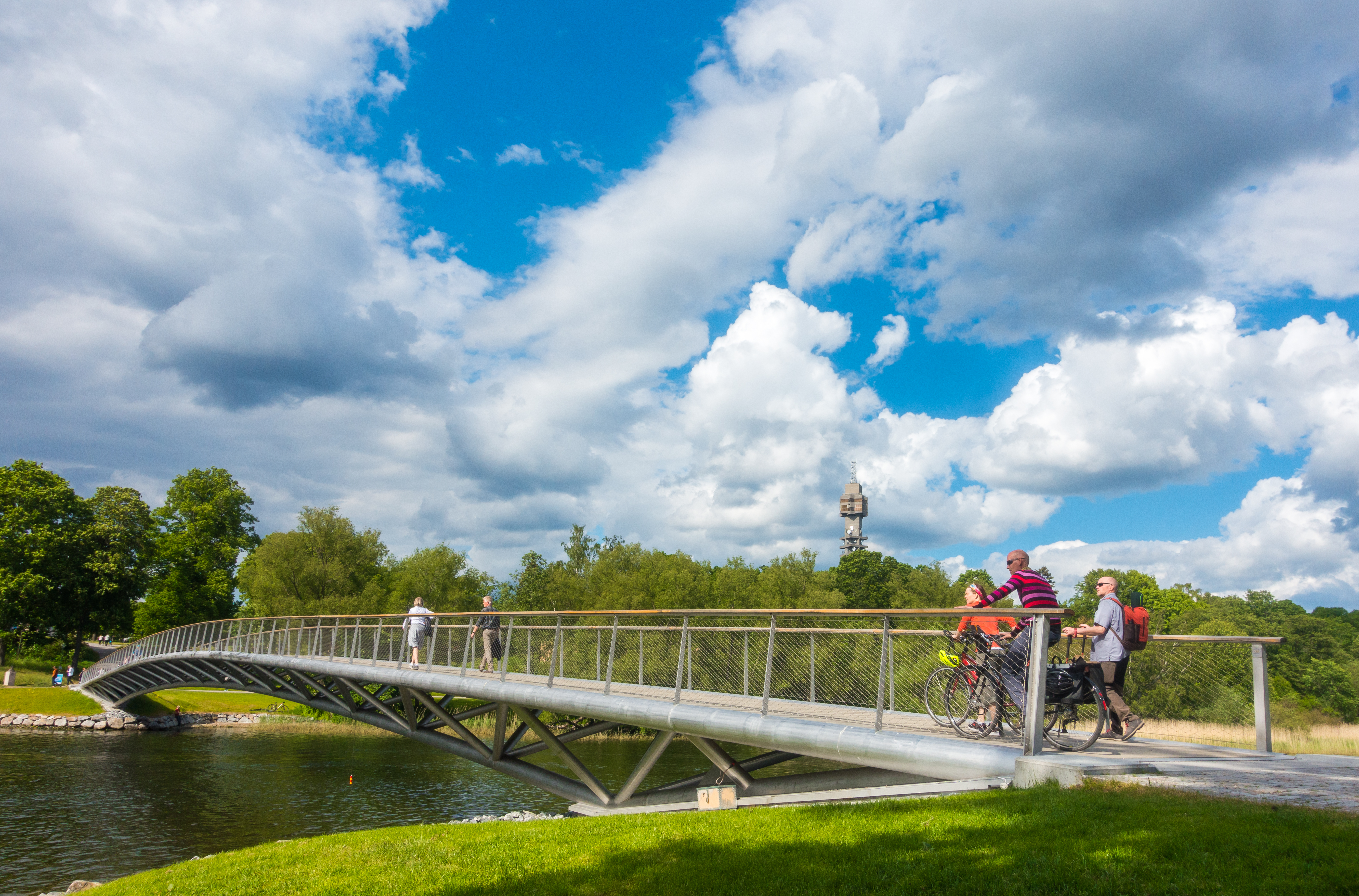
Folke Bernadottes bro, vy från södra stranden, juni 2020.

Folke Bernadottes bro är en gång- och cykelbro över Djurgårdsbrunnsviken i Stockholm som sammanbinder Norra och Södra Djurgården i höjd med Tekniska museet / Etnografiska museet och Rosendals slott. Byggherre är Kungliga Djurgårdens förvaltning, arkitekt var Rundquist Arkitekter och konstruktör var Ramboll. Ungefär på samma plats har det redan tidigare funnits två lätta broar. Bron monterades i juni 2019 och invigningen skedde den 17 september 2019 genom kung Carl XVI Gustaf och drottning Silvia.

## Historik

### Karl XIV Johans ridbro

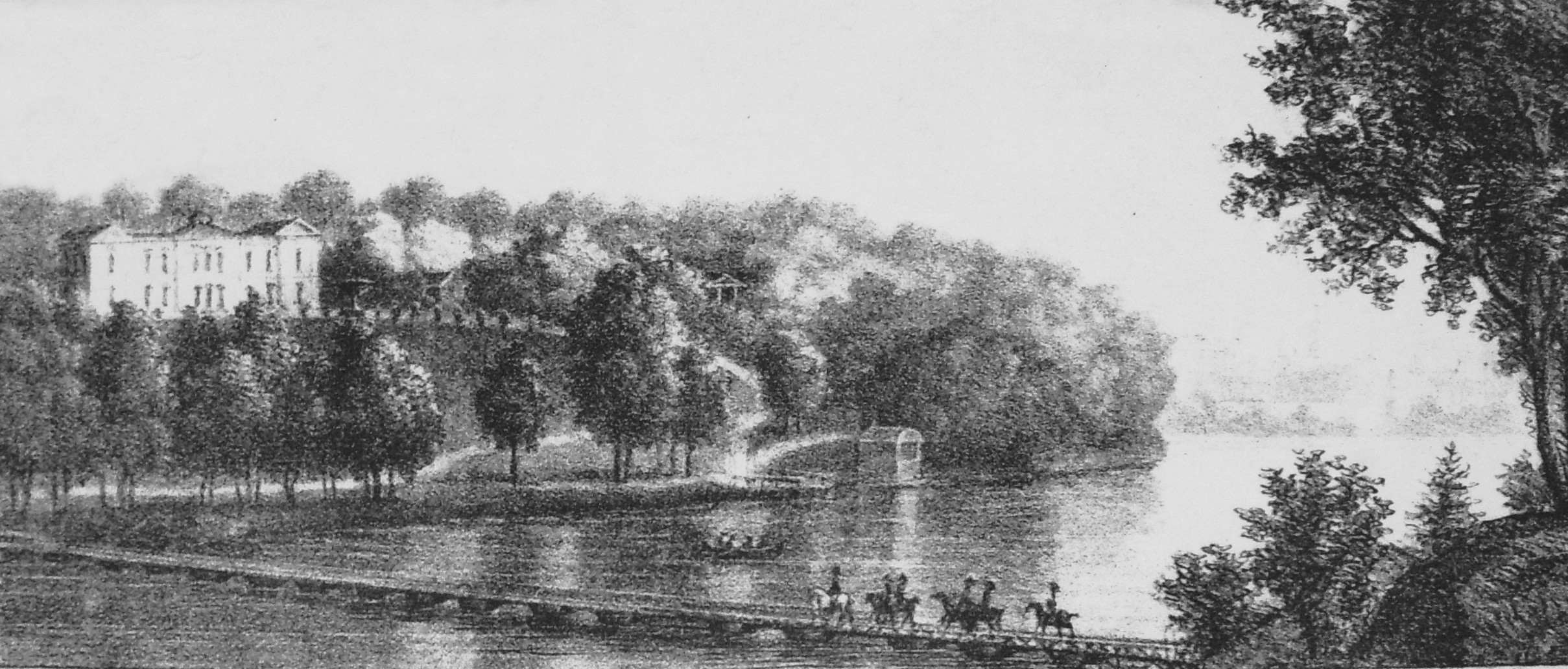
Karl XIV Johans pontonbro.

Under 1820-1840-talen lät Karl XIV Johan bygga en pontonbro för att få en kort förbindelse mellan Rosendals slott och det övningsfält på Ladugårdsgärdet där han kunde följa krigsskådespelen från Kungliga borgen. Till arkitekt anlitade han Fredrik Blom som även stod som arkitekt för både Rosendals slott och Kungliga borgen. Samtidigt med förnyelsen av övningsfältet på Gärdet lät Karl XIV Johan anlägga lustparken Rosendal. Karl XIV Johans pontonbro fanns bara under sommartid mellan 1820-talet och fram till 1848 och sträckte sig från södra stranden vid Rosendals lustpark till ungefär där Tekniska museet ligger idag. På stranden syns fortfarande rester av brofästet.

### Stockholmsutställningens bro

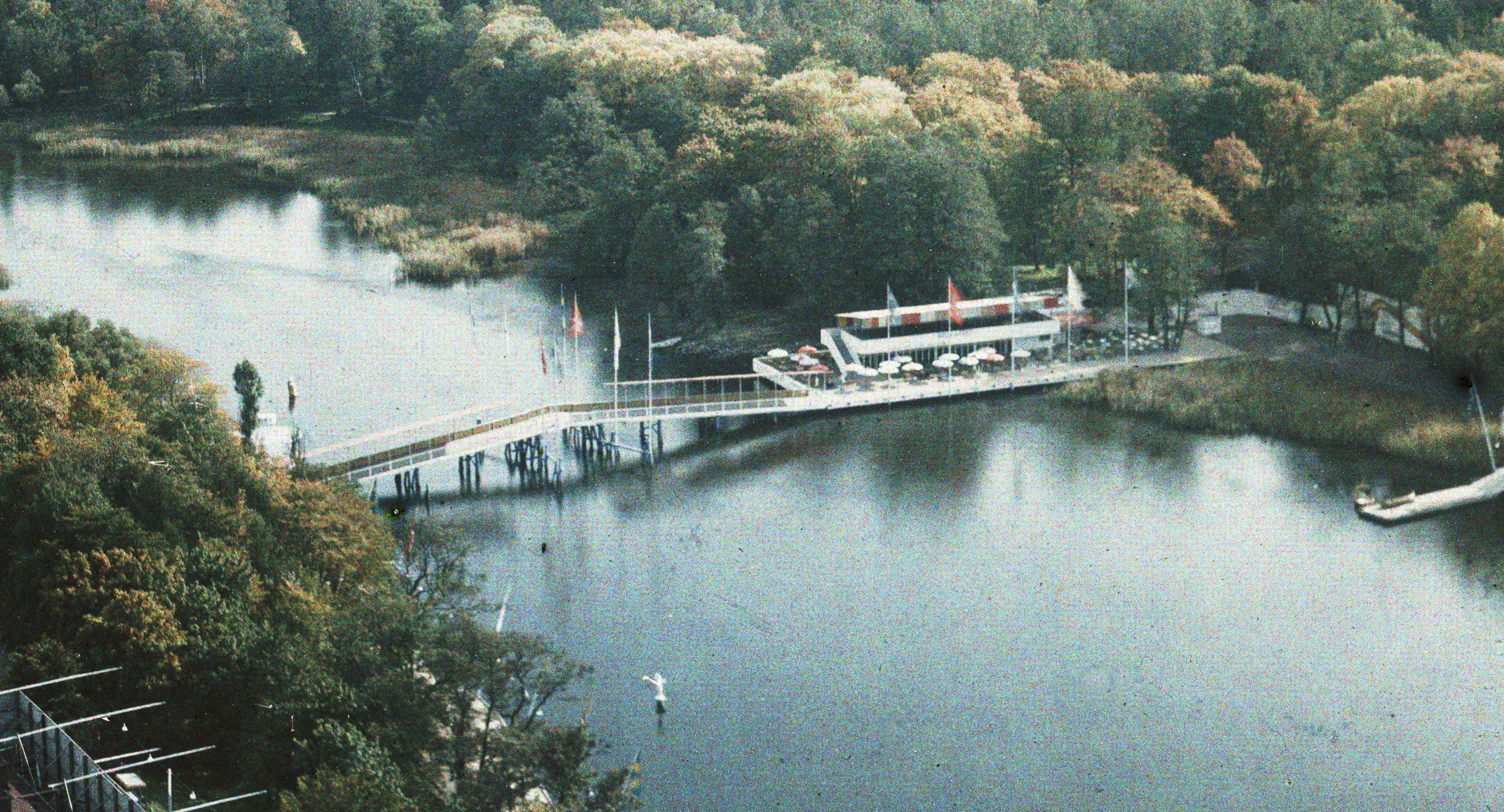
Stockholmsutställningens gångbro.

I samband med Stockholmsutställningen 1930 anlades en provisorisk gångbro ungefär i samma läge som  Karl XIV Johans pontonbro 100 år tidigare. Bron och restaurangen vid brons södra landfäste ritades av utställningsarkitekten Gunnar Asplund. Med bron kunde man sammankoppla utställningens huvudområde, som låg längs Djurgårdsbrunnsvikens norra sida med ett mindre utställningsområde på den södra sidan. Nattetid var bron upplyst med 1 000 glödlampor och blev därmed en del av utställningens koncept, där ”ljuset i natten” spelade en viktig roll. Bron fanns bara så länge Stockholmsutställningen varade, alltså mellan 16 maj och 29 september 1930.

## Folke Bernadottes bro
Som ett led i översiktsplanen för Stockholm, Promenadstaden, planerades en gång- och cykelbro på ungefär samma plats som de tidigare broarna. Syftet var att åstadkomma ökad tillgänglighet för gående och cyklister i denna ”rekreationsintensiva del av Djurgården” som utgörs av Evenemangsparken Södra Djurgården och Museiparken Norra Djurgården. Bron ritades av Rundquist Arkitekter tillsammans med konsultföretaget Ramboll på uppdrag av Kungliga Djurgårdens förvaltning som är byggherre.
Bron sammanbinder Museivägen i norr med de Besches väg i söder. Idén utgick från att spänna över hela vikens bredd i ett enda språng, utan att göra en stor och hög konstruktion i det känsliga historiska landskapet. Det kunde göras genom en trespanns, voutad balkbro, där ändspannen är mycket korta och mittspannet sträcker sig över hela vattenpassagen med samma segelfria höjd som intilliggande broar för att inte påverka sjötrafikens framkomlighet. Konstruktionen blev en 97 meter lång bro, där brobalken är utformad som ett triangelfackverk av rörprofiler i höghållfast rostfritt duplex-stål. Den inre bredden blev fyra meter och den segelfria höjden tre meter, vilket motsvarar Djurgårdsbrunnsbrons fria höjd. Förslag till detaljplan utställdes på sensommaren 2014.  Den 8 januari 2015 antogs detaljplanen, som vann laga kraft den 20 februari 2015. Ett namnförslag för den nya bron var Folke Bernadottes Bro.
Byggstart för brofundamenten skedde under hösten 2018. Själva brobågen byggdes av Stål & Rörmontage i Ysane och lyftes på plats i juni 2019. Invigning av kung Carl XVI Gustaf  skedde den 17 september 2019. Folke Bernadottes bro beräknas kosta omkring 40 miljoner kronor.
Folke Bernadottes bro nominerades bland tio finalister till Årets Stockholmsbyggnad 2020 och utsågs till vinnare den 17 juni 2020. Juryns kommentar löd:
| ” | Bron ger med sin strategiska placering en helt ny koppling som skapar ett nytt flöde i staden. Med sin fackverkskonstruktion blir den ett nytt inslag men samtidigt en naturlig del av Djurgårdens landskap. En gestaltning med kvaliteter som behållits från den första presenterade idén till sitt slutgiltiga utförande. | „ |

### Folke Bernadottes bro under uppförande och i färdigt skick

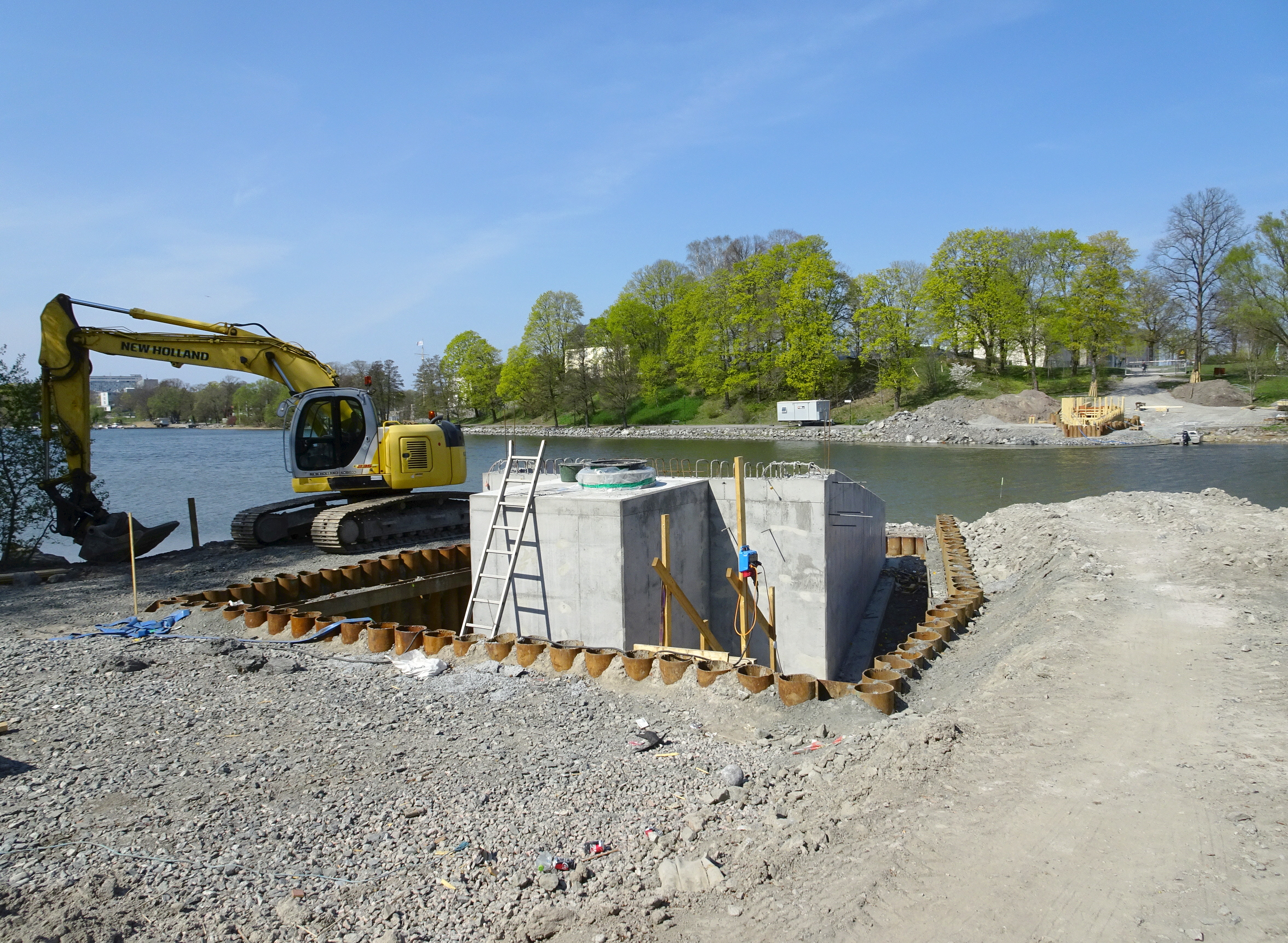
Byggplatsen (södra sidan) i april 2018.
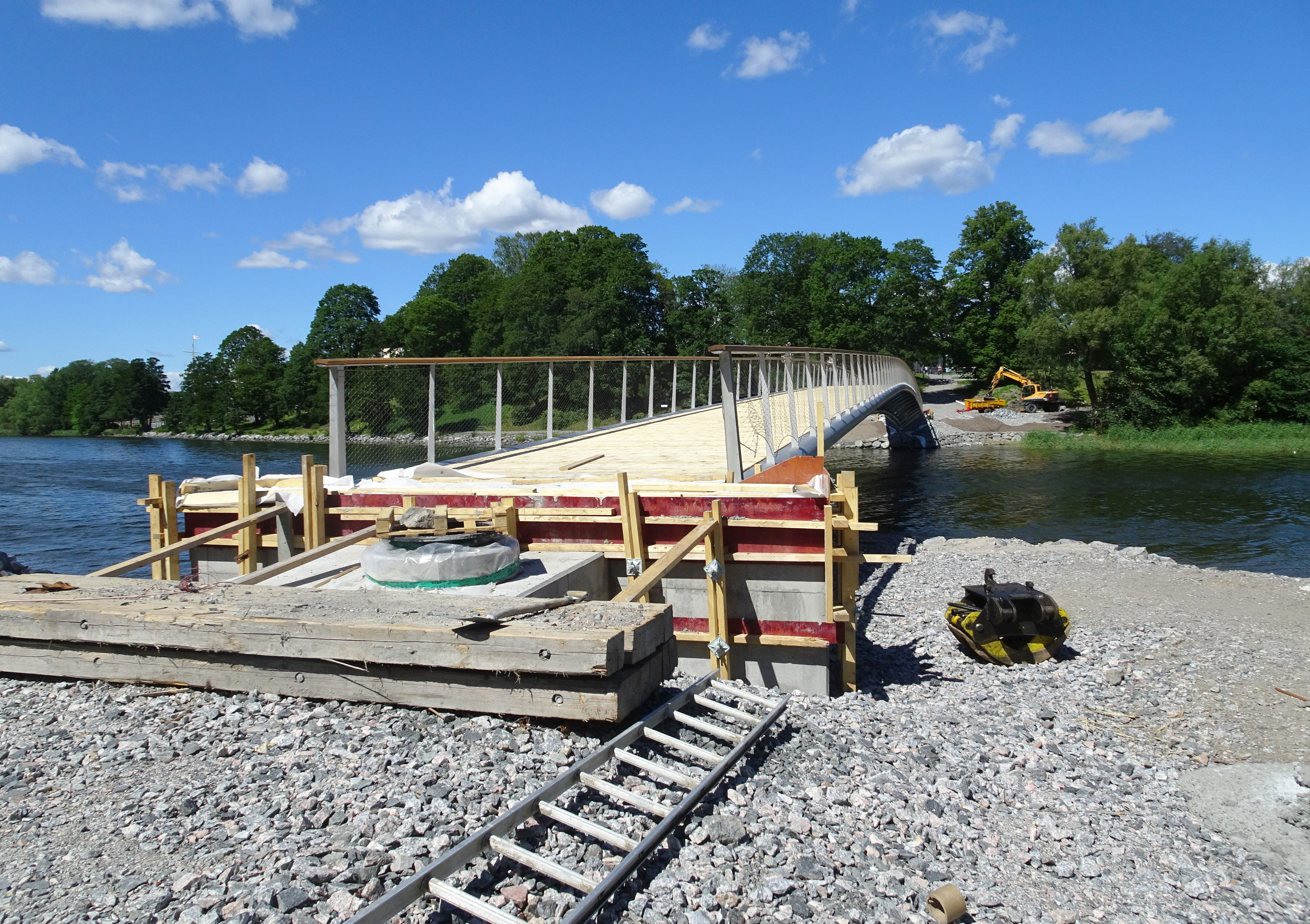
Byggplatsen (södra sidan) i juni 2019.
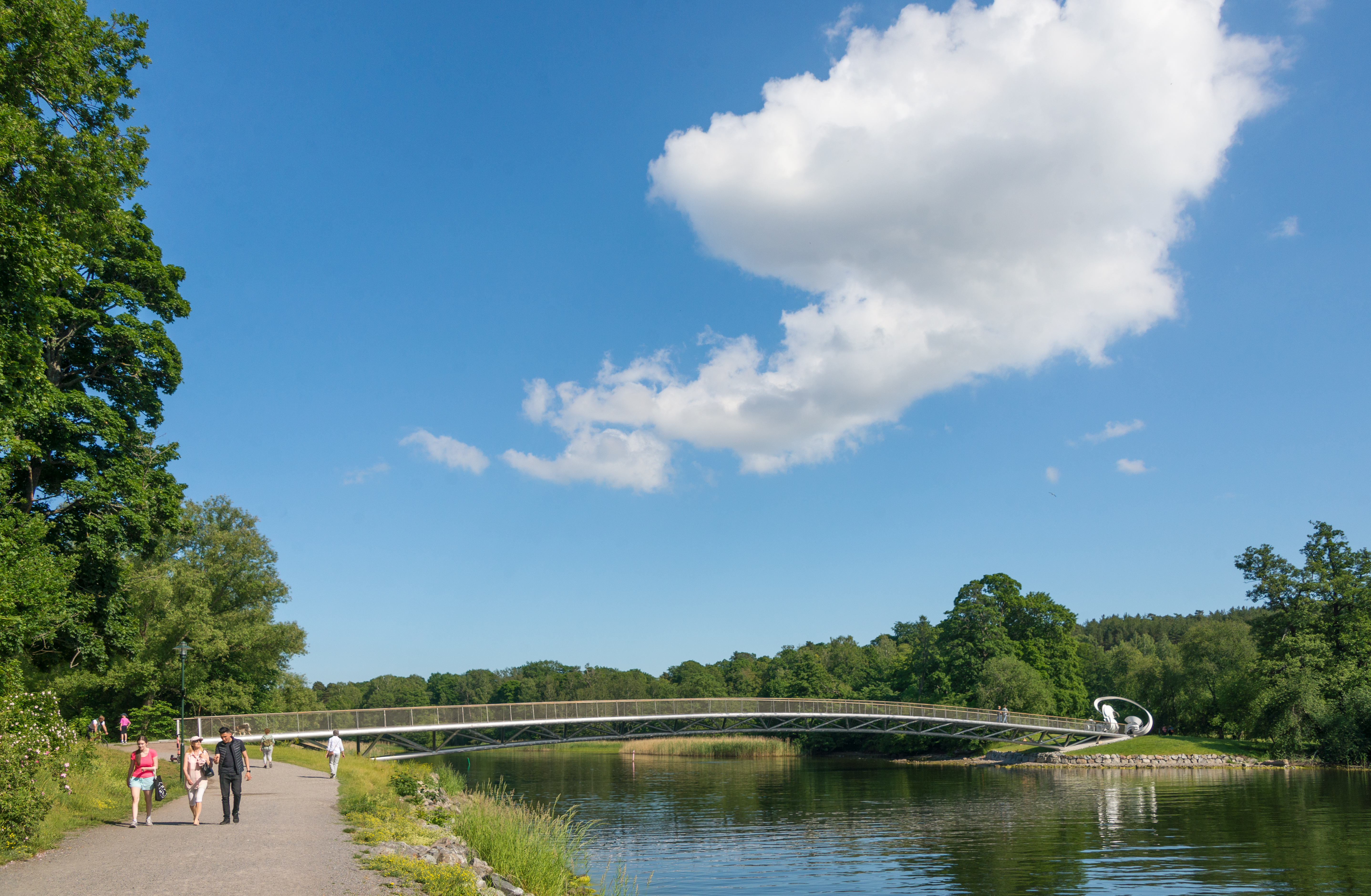
Bron sedd från norra sidan.
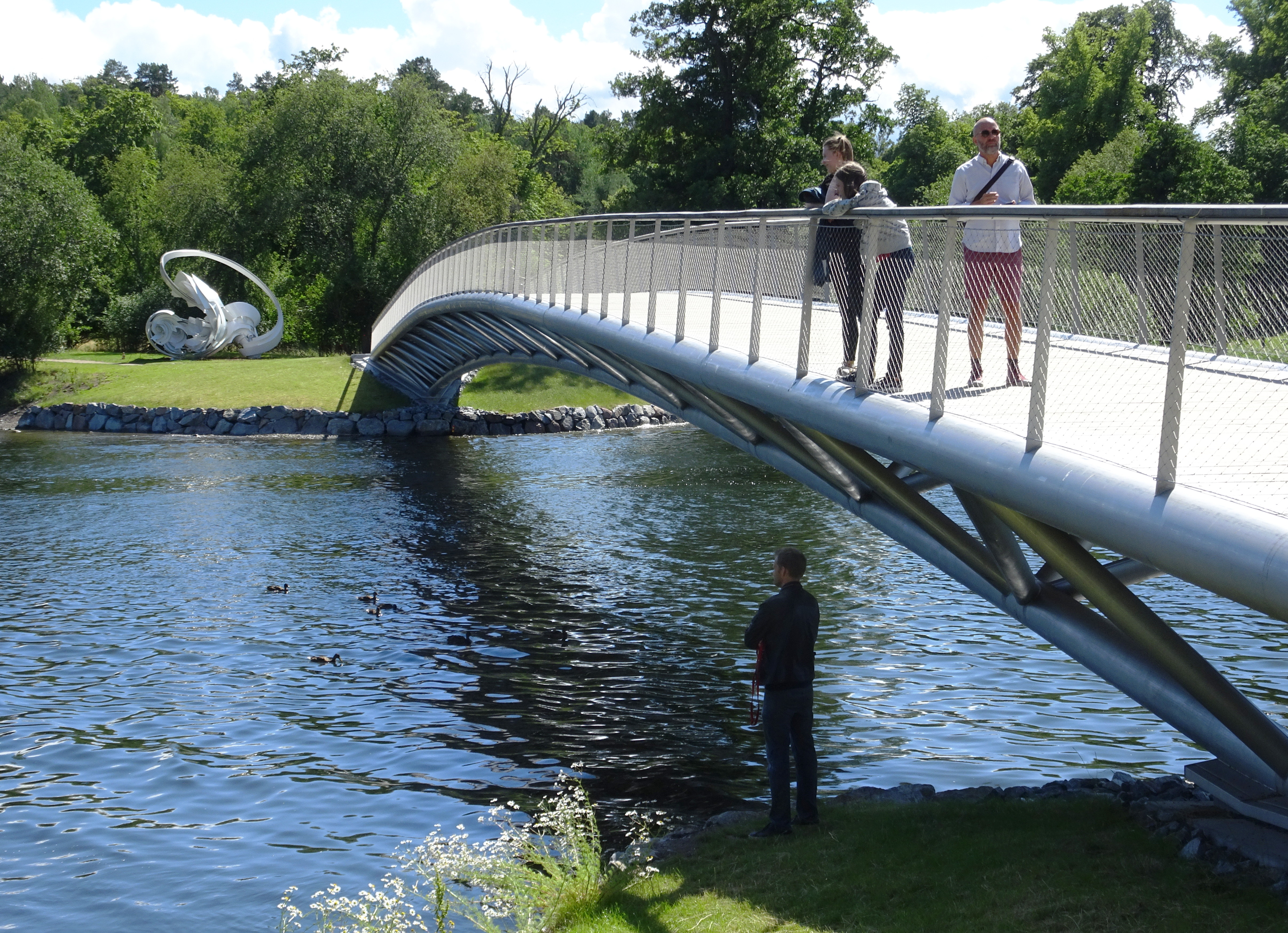
Skulpturen vid södra brofästet är en av Alice Aycocks monumentalskulpturer under sommarutställningen 2020.
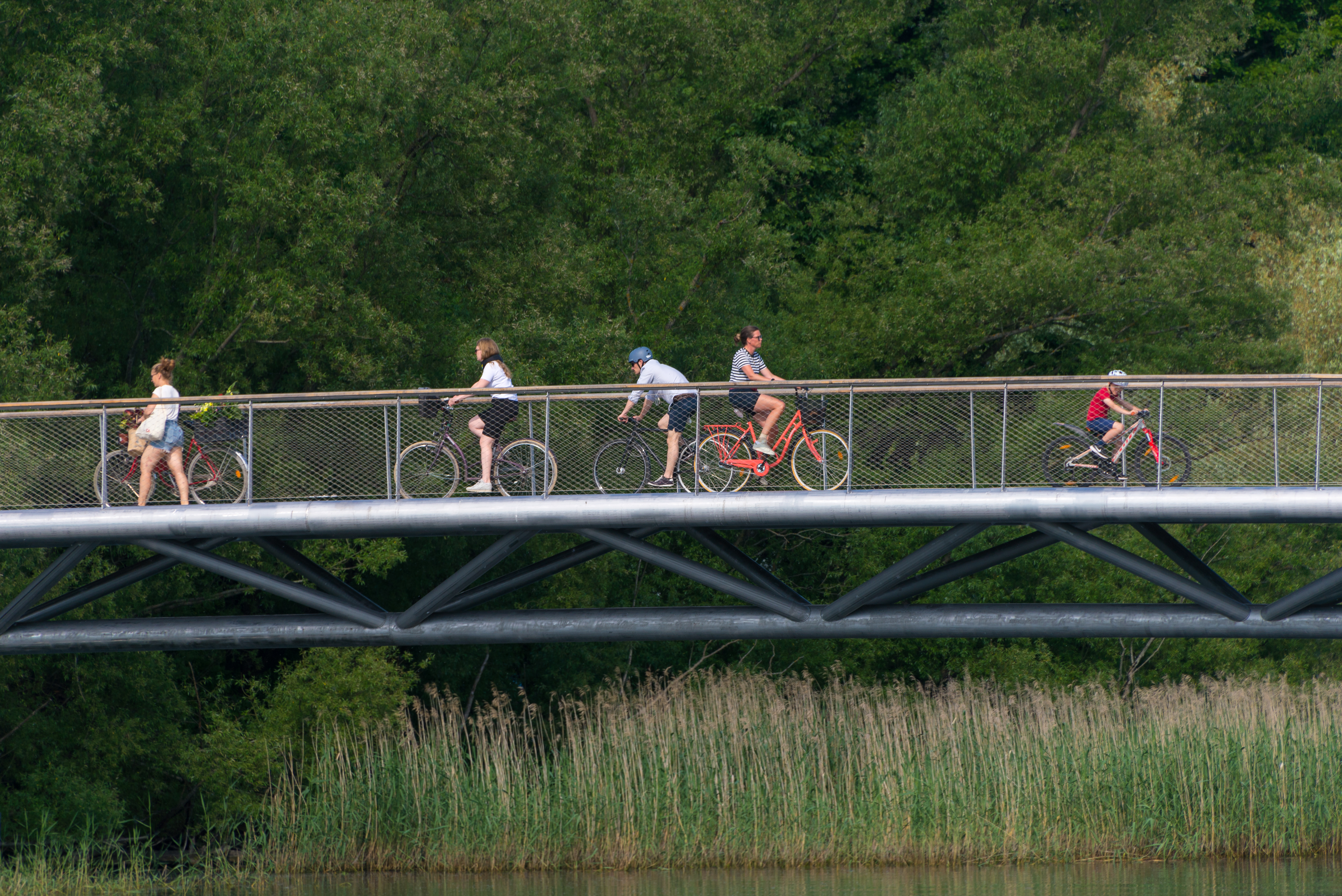
Folke Bernadottes bro är avsedd för både cyklister och fotgängare.

## Övriga broar
För att öka tillgängligheten till Södra Djurgården från Strandvägen planeras även en gång- och cykelbro längre västerut. Att anlägga ytterligare en bro till Djurgården från Strandvägen har diskuterats och presenterats ett antal gånger de senaste 45 åren. På våren 2014 presenterade Trafikkontoret två förslag för en ny broförbindelse, en fast och en öppningsbar, och i två alternativa lägen.

## Detaljplanehandlingar
- Planbeskrivning.
- Plankarta.